# Chuck Garric
Chuck Garric je rockový baskytarista, který spolupracoval s mnoha významnými hudebníky, mezi které patří například L.A. Guns, Dio, a Eric Singer Project. Od roku 2002 hraje v doprovodné skupině Alice Coopera.